# Schizoglossum bidens
Schizoglossum bidens är en oleanderväxtart. Schizoglossum bidens ingår i släktet Schizoglossum och familjen oleanderväxter.

## Underarter
Arten delas in i följande underarter:
- S. b. atrorubens
- S. b. bidens
- S. b. galpinii
- S. b. gracile
- S. b. hirtum
- S. b. pachyglossum
- S. b. productum